# Max Brunnow

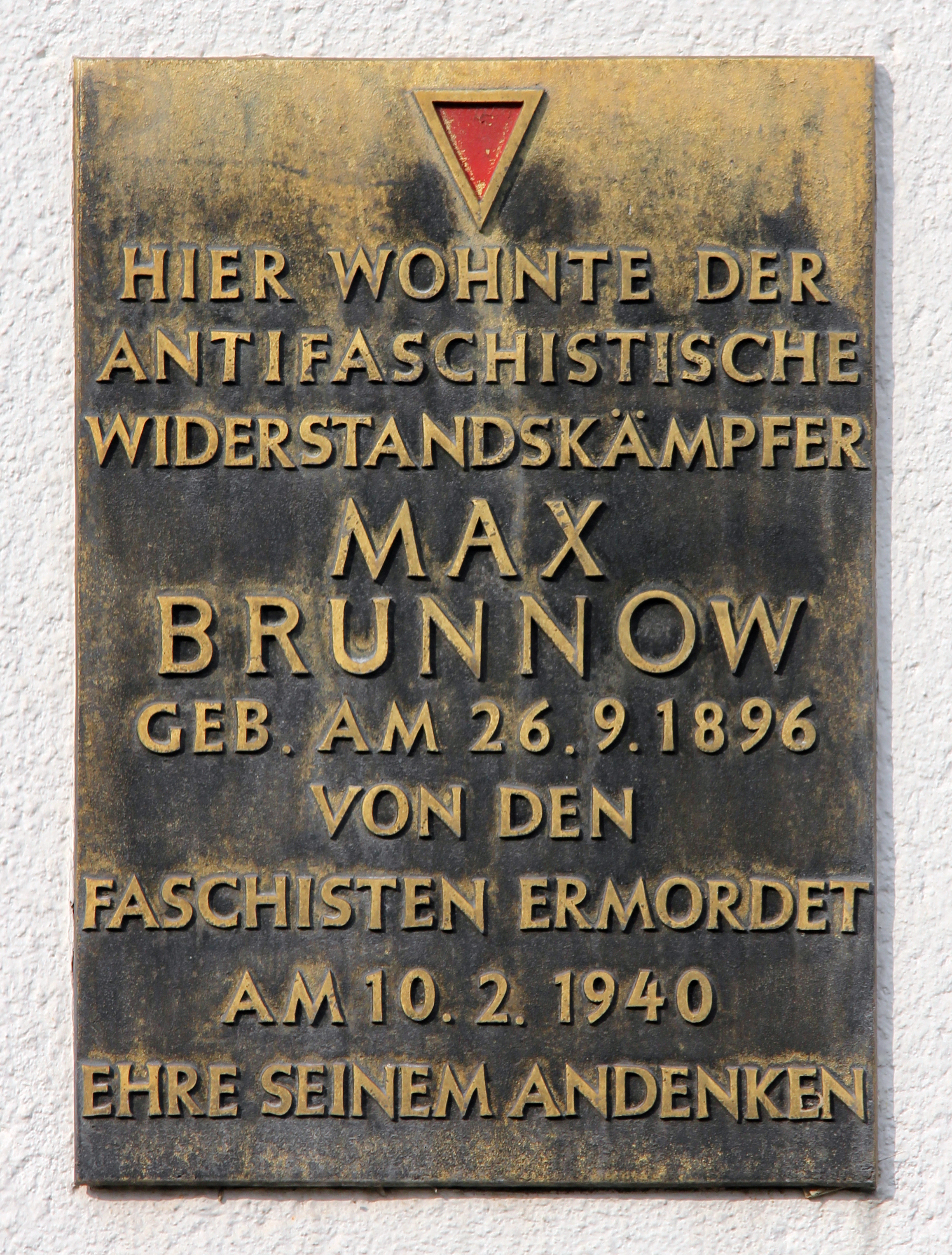
Gedenktafel am Haus, Alfred-Jung-Straße 5, in Berlin-Lichtenberg

Max Brunnow (* 26. September 1896 in Stralsund; † 10. Februar 1940 im KZ Sachsenhausen) war ein deutscher Kommunist und Widerstandskämpfer gegen den Nationalsozialismus.

## Leben
Max Brunnow war von Beruf kaufmännischer Angestellter. Er war ab 1925 mit der aus Cave del Predil stammenden kaufmännischen Angestellten Amalie Kosmalla (1902–1973) verheiratet, mit ihr hatte er einen 1926 geborenen Sohn namens Rochus.
Brunnow trat 1927 der KPD bei. Wegen seiner politischen Aktivitäten wurde er 1936 und 1938 in Gewahrsam genommen, jedoch konnten ihm keine "staatsfeindlichen Umtriebe" nachgewiesen werden. Nach einer dritten Verhaftung am 1. September 1939 wurde Brunnow in das Konzentrationslager Sachsenhausen verbracht. Am 10. Februar 1940 wurde er dort von einer SS-Einheit ermordet.

## Ehrungen
Nach Ende des Zweiten Weltkrieges erklärte der Magistrat von Berlin Brunnow zum Opfer des Faschismus. An seinem ehemaligen Wohnhaus in der Wördenstraße 63 (heute Alfred-Jung-Straße 5) in Lichtenberg wurde zu Beginn der 1950er-Jahre eine Gedenktafel angebracht, die um 1975 gegen eine neue Version mit einer etwas anderen Inschrift ausgetauscht wurde. In Erinnerung an ihn wurde am 13. Juli 1962 im Neubaugebiet Fennpfuhl eine Straße nach ihm benannt.